# Casa de Arriazu
La Casa de Arriazu pertany a la noblesa basca. L'origen d'aquesta casa noble basca segons fonts i arxius registrals de ciutats i priorats es remunta al s. XI durant la repoblació de Alaba sent aquesta família una de les fundadores de la ciutat de Vitòria en el lloc que ocupava un llogaret anomenat Gasteiz.
Les referències a aquesta il·lustre família semblen precisar-se amb més freqüència durant els segles XIV i XVIII especialment en els fets de negociació amb els francesos en el tractat dels Pirineus del 7 de novembre de 1659. Les armes primitives de la família són: de gules, bordura de plata.